# 中山愛梨沙
中山愛梨沙（1983年5月5日—）是F.I.X Records所属的歌手。出道作品為Leaf發售視覺小說第四作『Routes』的主題曲「Routes」。過去曾有得過大阪歌謡獎的說法。（歌曲為MISIA的的樣子）2005年6月22日F.I.X Records發售了期望已久的第一張迷你專輯『Heart To Heart』。

## 主要參與過作品

### CD
- OST內的「Routes」（PCgame「Routes」）

「Routes」／收錄。
- OST內的「Tears to Tiara」（PCgame「Tears to Tiara」）

「Tears to Tiara（Game ver.）」／「Until」收錄。
- 專輯「Heart To Heart」

（2005年6月22日）[KICA-1344]
1. Heart to Heart (PS2『ToHeart2』OP)
2. Routes (PCgame『Routes』OP)
3.  (PCgame『Routes』re-OP)
4. Fly（動畫『漫畫派對 Revolution』OP）
5. Tears to Tiara (PCgame『Tears to Tiara』OP)
6. Until (PCgame『Tears to Tiara』ED)

- 單曲　『漫畫派對 Revolution』　主題曲「Fly」

- 專輯「Leaf Vocal Collection Vol.2」参加。

（漫畫派對BGM）收錄。
- 專輯「Leaf Vocal Collection Vol.3」参加。

「Routes」／（PCgame「Routes」）收錄。

## 外部連結
- Fixrecords （页面存档备份，存于）
- Leaf